# Geophilus orae
Geophilus orae är en mångfotingart som beskrevs av Karl Wilhelm Verhoeff 1943. Geophilus orae ingår i släktet Geophilus och familjen storjordkrypare.
Artens utbredningsområde är Italien. Inga underarter finns listade i Catalogue of Life.